# Вступление (музыка)
Вступление в музыке — вид музыкальной секции, начальный раздел, непосредственно вводящий в какое-либо вокальное или инструментальное произведение, пьесу, картину или музыкально-театральное представление. Вступление включает мелодический, гармонический и/или ритмический материалы, связанный с основой строения, присутствующей в каждой части. Советское музыковедение отличает вступление от интродукции, как композиционно менее развитое и менее самостоятельное, обычно не называемое отдельно.
Вступление может быть остинато, чтобы стать следующими частями, как в финале 3-й симфонии Л. Бетховена. Важны аккорды или «аккордовые прохождения», устанавливающие тональность и «groove» для последующих частей, важны лишь спрятанные или контекстные мотивные и тематические материалы. Такое вступление может быть сначала сформулировано как первичный или другой важный материал, который может быть связан лишь с другим первичным или другим важным материалом, или быть отнесён к любому другому материалу.